# George Talbot (4e comte de Shrewsbury)
Pour les articles homonymes, voir George Talbot et Talbot (homonymie).
George Talbot, né vers 1468 à Shifnal dans le comté de Shropshire † 26 juillet 1538 en son manoir de Wingfield, dans le comté de Derbyshire, est l'un des principaux généraux du roi Henri VIII. Son appui indéfectible au monarque lui vaut l'une des premières places de la Cour.

## Biographie
Né en 1468 de John Talbot (3e comte de Shrewsbury), et de Lady Catherine Stafford, fille du duc de Buckingham, il succède à son père dans la pairie d'Angleterre en 1473, alors qu'il n'a que cinq ans, et est reçu dans l’Ordre du Bain en 1475.
Dès le règne du roi Henri VII, Shrewsbury  parait comme un remarquable soldat. Il se distingue au combat contre Lambert Simnel à la bataille de Stoke en 1487, ce qui lui val-ut d'être fait chevalier de l'Ordre de la Jarretière après la bataille. En 1489 il rejoint le corps expéditionnaire anglais des Flandres venu à l'aide de l’empereur dans son combat contre Charles VIII. La même année, il fut choisi comme parrain de la princesse Margaret Tudor.

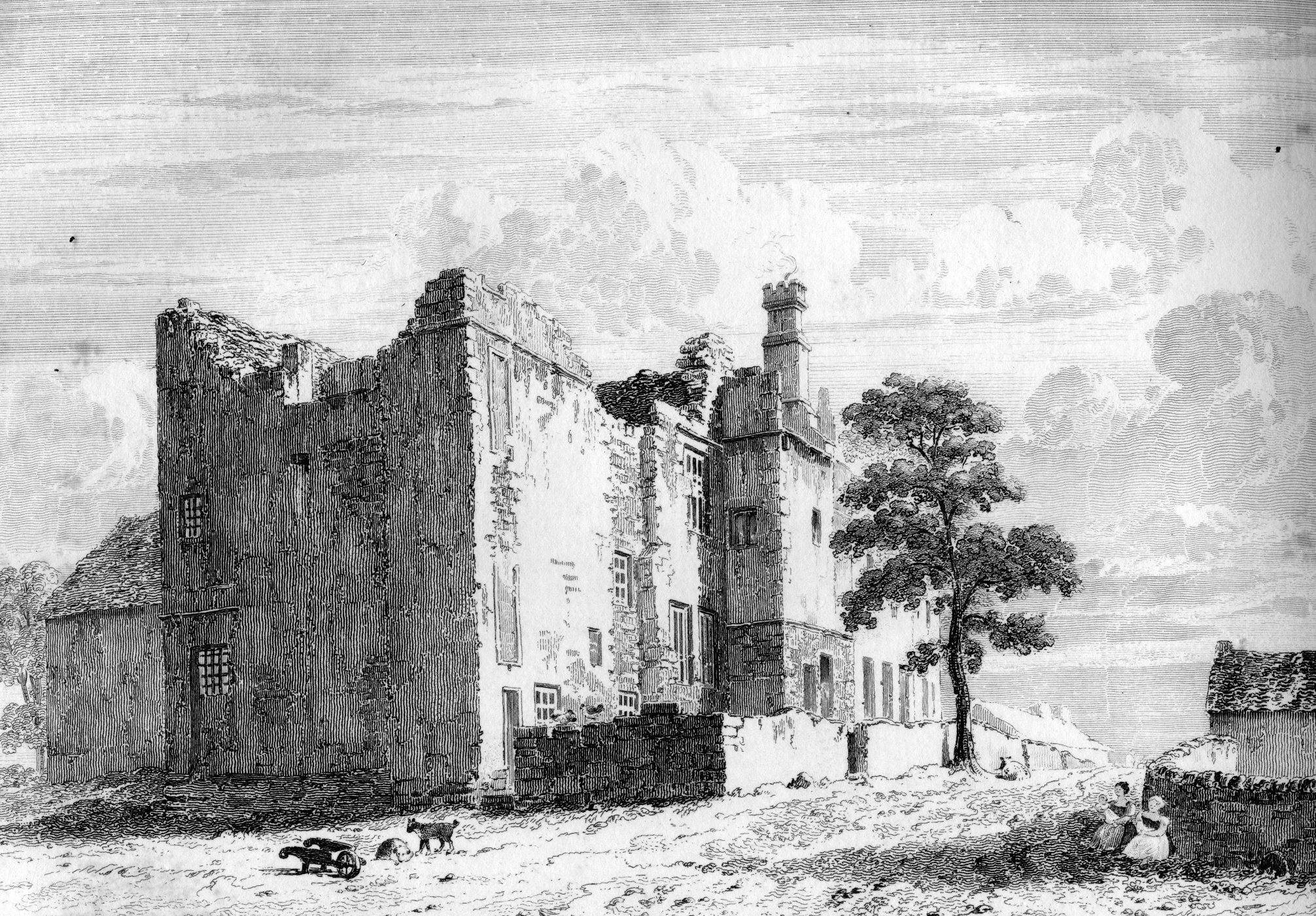
Ruines du manoir de Sheffield dans leur état de 1819.

À l’avènement de Henri VIII, le comte de Shrewsbury renouvèle le serment de son père à la Couronne et confirme sa valeur de guerrier. Il conserve la faveur royale et poursuit son ascension à la cour, obtenant la charge héréditaire de Lord Grand Intendant d’Irlande de 1473 à 1538 ; nommé Grand Intendant de la Maison du Roi de 1509 à 1538, Conseiller Privé en 1512 and Lieutenant-General of the North in 1522. Il est le chef d’état-major de l’armée anglaise lors de la campagne de France de 1512, assiste à l'entrevue du Camp du Drap d'Or, et se voit confier le commandement de l'armée chargée de contrôler la Marche d’Écosse. Il est désormais l'un des hommes les plus en vue de la cour d'Angleterre.
Lorsque Henri VIII déclare qu'il entend demander le divorce, Shrewsbury prend son parti, témoigne en sa faveur au procès de la reine Catherine d'Aragon, et contresigne la lettre d'agrément du divorce adressée au pape. Il contresigne de même le décret d'arrestation du cardinal Thomas Wolsey en 1529. Le 4 novembre 1530, Wolsey est arrêté pour haute trahison et transféré de York vers le sud pour y être jugé. Il arrive quatre jours plus tard au manoir du comte de Shrewsbury à SHeffield, où il doit faire étape pour 18 jours. Le comte et sa famille le reçoivent avec honneur, s'efforçant de lui rendre le séjour le plus agréable qu'ils pouvaient ; toutefois, Wolsey tombe gravement malade alors qu'il quitte Sheffield sous bonne garde.

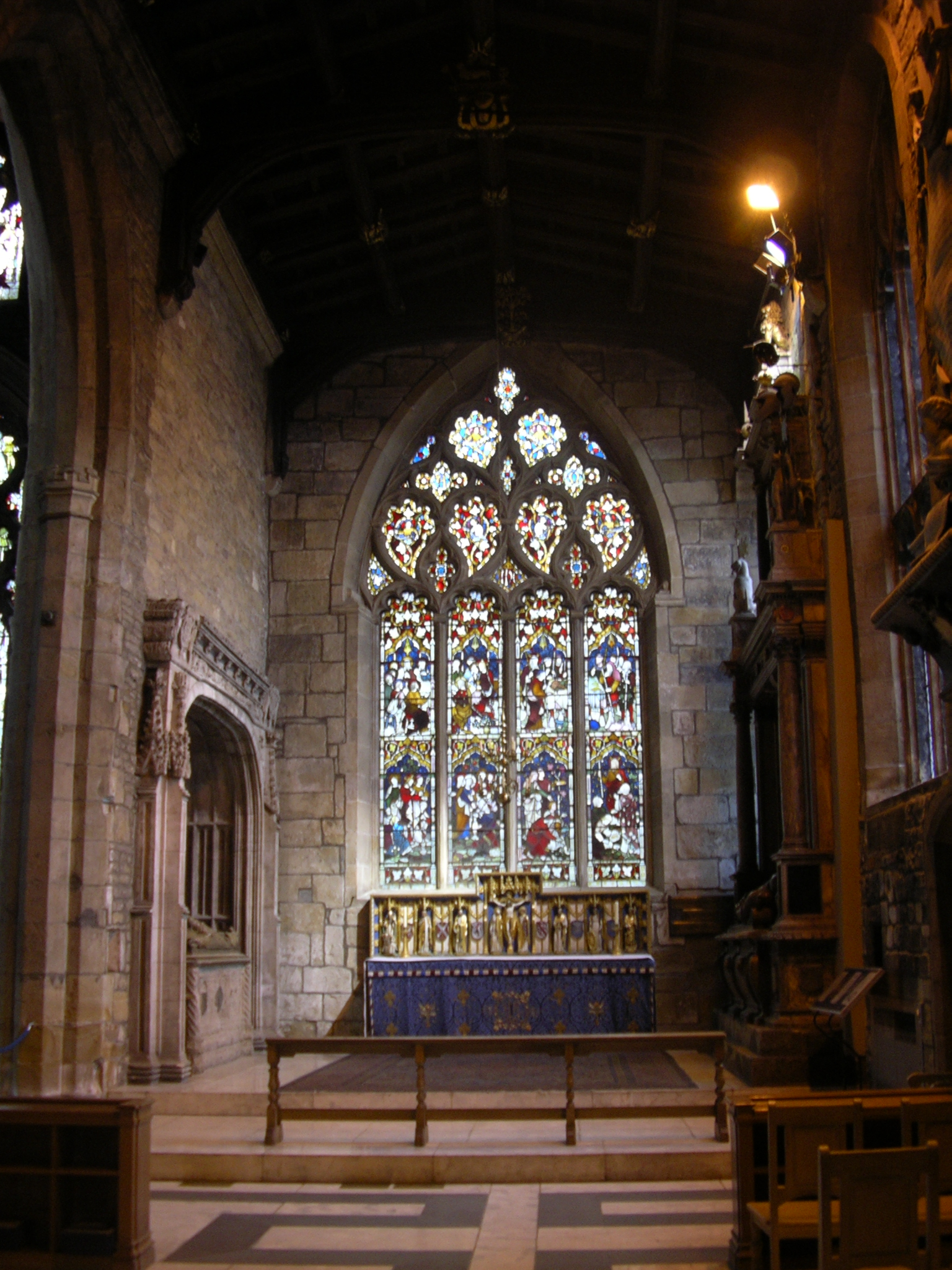
La Chapelle de la famille Shrewsbury dans la Cathédrale de Sheffield, construite sur commande du comte George Talbot.

Lorsque la révolte éclata dans le Nord en octobre 1536, Shrewsbury lève lui-même une armée et selon l'historien Froude sa détermination sauve peut-être la couronne du roi Henri. Le comte, avec l'appui de John Russell, de Sir William Parr (oncle de la reine consort Catherine Parr), de William Gonson (en), de Sir Francis Bryan (en) et de l'amiral William FitzWilliam, tous royalistes, rallie à lui le régiment de 1 000 hommes de Gloucester stationné à Stony Stratford, qui réprime le Pèlerinage de Grâce à Ampthill, dans le Bedfordshire. Thomas Howard (3e duc de Norfolk), et le comte de Shrewsbury entreprennent les premiers pourparlers avec les insurgés à Doncaster, où Robert Aske a rassemblé entre 30 000 et 40 000 hommes. Ils conviennent d'un armistice, moyennant lequel les insurgés obtenaient audience auprès du roi.
Le manoir de Wingfleid devient bientôt trop petit pour la famille et la domesticité du comte de Shrewsbury ; aussi, rompant avec la tradition familiale, décide-t-il de faire du château de Sheffield, construit par Lord Furnivall, son palais. Ce château est connu comme le lieu de détention de la reine Marie Stuart : en effet, il reviendra au petit-fils du vainqueur de Guinegatte de se charger de cette mission.
En 1516, le comte de Shrewsbury entreprend se faire construire une gentilhommière sur une colline à trois kilomètres de là. Puis en 1520, il fait ajouter une chapelle familiale dans l’église paroissiale de Sheffield. Cette chapelle forme aujourd'hui l'aile historique de la Cathédrale.
Le comte meurt en 1538, dans son manoir de Wingfield (en). On l'inhume aux côtés de sa femme Anne Hastings (en), dans la Chapelle des Shrewsbury. Conformément à ses dernières volontés, la tombe est recouverte de trois gisants de marbre représentant le comte en costume de chevalier de la Jarretière, sa première épouse et sa seconde épouse.

### Source
- (en) Cet article est partiellement ou en totalité issu de l’article de Wikipédia en anglais intitulé « George Talbot, 4th Earl of Shrewsbury » (voir la liste des auteurs).